# Viruvere
Viruvere es una localidad situada en el municipio de Jõgeva, en el condado de Jõgeva, Estonia. Según el censo de 2021, tiene una población de 22 habitantes.
Está ubicada en el centro del condado, al sur del condado de Lääne-Viru y al norte del condado de Tartu.